# کراسرود (آلاباما)
کراسرود (به انگلیسی: Crossroads) یک منطقهٔ مسکونی در ایالات متحده آمریکا است که در شهرستان بالدوین، آلاباما واقع شده‌است. کراسرود ۶۶٫۱۴ متر بالاتر از سطح دریا واقع شده‌است.